# 瓦尔特·罗曼

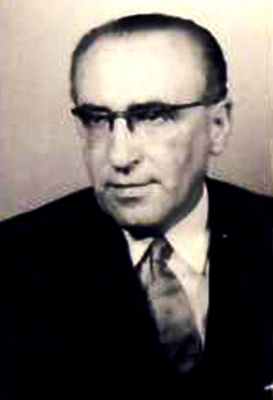
瓦尔特·罗曼，罗马尼亚共产党领导人

瓦尔特·罗曼（羅馬尼亞語： 1913年10月9日—1983年11月11日），原名Ernő Neuländer，罗马尼亚政治家，共产国际干部，曾在罗马尼亚、捷克斯洛伐克、法国和西班牙共产党中活动，作为国际纵队一员参与西班牙内战，儿子彼得·罗曼参与了推翻罗马尼亚共产党政权的1989年罗马尼亚革命，后担任罗马尼亚总理。